# Nur Aiman Rosli
Nur Aiman Rosli (22 maart 1999) is een Maleisisch wielrenner die anno 2025 rijdt bij Terengganu Cycling Team.

## Carrière
In 2020 werd Rosli voor het eerst nationaal kampioen tijdrijden, dit was tevens zijn eerste deelname. De vier volgende edities werd hij eveneens kampioen van zijn land in het tijdrijden. In 2021 werd hij tweede in het puntenklassement in de Ronde van Thailand. Op Thaise bodem, in dezelfde wedstrijd, won hij in 2024 de tweede etappe.

## Overwinningen
2020
 Maleisisch kampioen tijdrijden, elite
2021
 Maleisisch kampioen tijdrijden, elite
2022
 Maleisisch kampioen tijdrijden, elite
2023
 Maleisisch kampioen tijdrijden, elite
2024
 Maleisisch kampioen tijdrijden, elite
2e etappe Ronde van Thailand
2025
 Maleisisch kampioen tijdrijden, elite
 Maleisisch kampioen op de weg, elite

## Ploegen
- 2019 –  Brunei Continental Cycling Team
- 2020 –  Team Sapura Cycling
- 2021 –  Team Sapura Cycling
- 2022 –  Team Sapura Cycling
- 2023 –  Team Sapura Cycling (tot en met 30 juni)
- 2024 –  Terengganu Cycling Team
- 2025 –  Terengganu Cycling Team